# Superliga florbalu 2019/2020
Superliga florbalu 2019/2020 byla 27. ročníkem nejvyšší mužské florbalové soutěže v Česku. 
Základní část soutěže hrálo 14 týmů dvakrát každý s každým od 14. září 2019 do 1. března 2020. Do play-off postoupilo prvních osm týmů. Poslední čtyři týmy měly hrát play-down o sestup.
Soutěž byla 13. března 2020 v průběhu čtvrtfinále předčasně ukončena v důsledku opatření vlády na omezení šíření pandemie covidu-19 v Česku. V důsledku předčasného ukončení soutěže nebyl udělen mistrovský titul a žádný tým v této sezóně nesestoupil.
Obhajobu Prezidentského poháru pro vítěze základní části sezóny si již čtyři kola před koncem a počtvrté v řadě zajistil tým Technology Florbal MB s konečnými rekordními 74 body (které překonal Tatran Střešovice v sezóně 2022/2023).
Nováčky v této sezoně byly týmy Black Angels a FBŠ Hummel Hattrick Brno, výherci 1. ligy a baráže v minulém ročníku. Oba týmy postoupily do Superligy poprvé. S Black Angels se počet pražských týmů v lize po 16 letech dostal znovu na šest.
Největšího úspěchu ve své historii dosáhl tým TJ Sokol Královské Vinohrady, který se poprvé probojoval do play-off. Jiří Curney osmi body ve dvou odehraných zápasech čtvrtfinále s Vinohrady překonal rekord Milana Fridricha 156 kanadských bodů v play-off, který dorovnal v předchozí sezóně.

## Základní část
V základní části se všechny týmy dvakrát utkaly každý s každým. Po skončení základní části postoupilo prvních osm týmů do play-off. Poslední čtyři týmy základní části (11. až 14. místo) se spolu měly utkat v play-down.
| Poř. | Tým                          | Z  | V  | VP | PP | P  | VG  | OG  | B  |
| ---- | ---------------------------- | -- | -- | -- | -- | -- | --- | --- | -- |
| 1.   | Technology Florbal MB        | 26 | 24 | 1  | 0  | 1  | 216 | 72  | 74 |
| 2.   | 1. SC TEMPISH Vítkovice      | 26 | 19 | 2  | 2  | 3  | 182 | 116 | 63 |
| 3.   | FAT PIPE Florbal Chodov      | 26 | 17 | 2  | 3  | 4  | 204 | 130 | 58 |
| 4.   | ACEMA Sparta Praha           | 26 | 13 | 6  | 1  | 6  | 148 | 119 | 52 |
| 5.   | FbŠ Bohemians                | 26 | 15 | 0  | 3  | 8  | 185 | 148 | 48 |
| 6.   | Tatran Teka Střešovice       | 26 | 10 | 1  | 2  | 13 | 143 | 165 | 34 |
| 7.   | Hu-Fa Panthers Otrokovice    | 26 | 8  | 3  | 3  | 12 | 125 | 156 | 33 |
| 8.   | TJ Sokol Královské Vinohrady | 26 | 7  | 4  | 2  | 13 | 124 | 155 | 31 |
| 9.   | FBC Liberec                  | 26 | 7  | 5  | 0  | 14 | 147 | 166 | 31 |
| 10.  | FBC ČPP Ostrava              | 26 | 9  | 0  | 2  | 15 | 140 | 158 | 29 |
| 11.  | Black Angels                 | 26 | 8  | 1  | 3  | 14 | 156 | 202 | 29 |
| 12.  | FBC 4CLEAN Česká Lípa        | 26 | 7  | 1  | 5  | 13 | 146 | 187 | 28 |
| 13.  | FBŠ Hummel Hattrick Brno     | 26 | 5  | 3  | 2  | 16 | 110 | 161 | 23 |
| 14.  | Sokoli Pardubice             | 26 | 4  | 0  | 1  | 21 | 129 | 220 | 13 |

O pořadí na 8./9. a 10./11. místě rozhodla bilance vzájemných zápasů.

## Play-off
Čtvrtfinále se mělo hrát od 7. nejpozději do 22. března 2020. Semifinále pak od 28. března nejpozději do 13. dubna 2020. Čtvrtfinále i semifinále se měly hrát na čtyři vítězné zápasy. O mistru Superligy měl rozhodnout jeden zápas tzv. superfinále 18. dubna 2020 v pražské O2 aréně.
První tři týmy po základní části si postupně zvolily soupeře pro čtvrtfinále z druhé čtveřice.
Po odehrání dvou kol čtvrtfinále byla soutěž 13. března 2020 předčasně ukončena v důsledku opatření vlády na omezení šíření pandemie covidu-19 v Česku.

### Pavouk
|  | Čtvrtfinále (na zápasy)      | Čtvrtfinále (na zápasy) |   |   | Semifinále (na zápasy) | Semifinále (na zápasy) |  |  | Superfinále (skóre) | Superfinále (skóre) |
|  |                              |                         |   |   |                        |                        |  |  |                     |                     |
|  |                              |                         |   |   |                        |                        |  |  |                     |                     |
|  | Technology Florbal MB        | 2                       |   |   |                        |                        |  |  |                     |                     |
|  | Technology Florbal MB        | 2                       |   |   |                        |                        |  |  |                     |                     |
|  | TJ Sokol Královské Vinohrady | 0                       |   |   |                        |                        |  |  |                     |                     |
|  | TJ Sokol Královské Vinohrady | 0                       | — | — |                        |                        |  |  |                     |                     |
|  |                              |                         | — | — |                        |                        |  |  |                     |                     |
|  |                              | —                       | — |   |                        |                        |  |  |                     |                     |
|  | 1. SC TEMPISH Vítkovice      | —                       | — | 1 |                        |                        |  |  |                     |                     |
|  | 1. SC TEMPISH Vítkovice      |                         |   | 1 |                        |                        |  |  |                     |                     |
|  | Hu-Fa Panthers Otrokovice    | 1                       |   |   |                        |                        |  |  |                     |                     |
|  | Hu-Fa Panthers Otrokovice    | 1                       | — | — |                        |                        |  |  |                     |                     |
|  |                              |                         | — | — |                        |                        |  |  |                     |                     |
|  |                              | —                       | — |   |                        |                        |  |  |                     |                     |
|  | FAT PIPE Florbal Chodov      | —                       | — | 1 |                        |                        |  |  |                     |                     |
|  | FAT PIPE Florbal Chodov      |                         |   | 1 |                        |                        |  |  |                     |                     |
|  | Tatran Teka Střešovice       | 1                       |   |   |                        |                        |  |  |                     |                     |
|  | Tatran Teka Střešovice       | 1                       | — | — |                        |                        |  |  |                     |                     |
|  |                              |                         | — | — |                        |                        |  |  |                     |                     |
|  |                              | —                       | — |   |                        |                        |  |  |                     |                     |
|  | ACEMA Sparta Praha           | —                       | — | 1 |                        |                        |  |  |                     |                     |
|  | ACEMA Sparta Praha           |                         |   | 1 |                        |                        |  |  |                     |                     |
|  | FbŠ Bohemians                | 1                       |   |   |                        |                        |  |  |                     |                     |
|  | FbŠ Bohemians                | 1                       |   |   |                        |                        |  |  |                     |                     |

### Čtvrtfinále
Technology Florbal MB – TJ Sokol Královské Vinohrady 2 : 0 na zápasy – Zpráva
- 7. 3. 2020 19:00, Boleslav – Vinohrady 13 : 3 (3:1, 5:2, 5:0)
- 8. 3. 2020 18:00, Boleslav – Vinohrady 13 : 3 (2:3, 5:0, 6:0)

1. SC TEMPISH Vítkovice – Hu-Fa Panthers Otrokovice 1 : 1 na zápasy – Zpráva
- 7. 3. 2020 17:00, Vítkovice – Otrokovice 10 : 4 (4:1, 4:2, 2:1)
- 8. 3. 2020 17:00, Vítkovice – Otrokovice 14 : 5pn (1:4, 0:0, 3:0, 0:0)

FAT PIPE Florbal Chodov – Tatran Teka Střešovice 1 : 1 na zápasy – Zpráva
- 7. 3. 2020 16:30, Chodov – Tatran 4 : 5 (1:0, 1:2, 2:3)
- 8. 3. 2020 17:00, Chodov – Tatran 8 : 5 (3:4, 1:1, 4:0)

ACEMA Sparta Praha – FbŠ Bohemians 1 : 1 na zápasy – Zpráva
- 7. 3. 2020 17:00, Sparta – Bohemians 3 : 4 (2:1, 1:2, 0:1)
- 8. 3. 2020 17:00, Sparta – Bohemians 5 : 4 (2:3, 1:0, 2:1)

## Play-down
Play-down se mělo hrát od 7. března nejpozději do 13. dubna 2020. První kolo play-down hrály 11. s 14. a 12. s 13. týmem po základní části.
V důsledku předčasného ukončení soutěže se odehrály jen první dva zápasy prvního kola.

### Pavouk
|  | 1. kolo (na zápasy)      | 1. kolo (na zápasy) |   |   | 2. kolo (na zápasy) | 2. kolo (na zápasy) |
|  |                          |                     |   |   |                     |                     |
|  |                          |                     |   |   |                     |                     |
|  | Black Angels             | 2                   |   |   |                     |                     |
|  | Black Angels             | 2                   |   |   |                     |                     |
|  | Sokoli Pardubice         | 0                   |   |   |                     |                     |
|  | Sokoli Pardubice         | 0                   | — | — |                     |                     |
|  |                          |                     | — | — |                     |                     |
|  |                          | —                   | — |   |                     |                     |
|  | FBC 4CLEAN Česká Lípa    | —                   | — | 1 |                     |                     |
|  | FBC 4CLEAN Česká Lípa    |                     |   | 1 |                     |                     |
|  | FBŠ Hummel Hattrick Brno | 1                   |   |   |                     |                     |

### 1. kolo
Black Angels – Sokoli Pardubice 2 : 0 na zápasy – Zpráva
- 7. 3. 2020 16:00, Angels – Pardubice 15 : 4p (1:0, 3:4, 0:0, 1:0)
- 8. 3. 2020 16:00, Angels – Pardubice 12 : 6 (2:1, 3:3, 7:2)

FBC 4CLEAN Česká Lípa – FBŠ Hummel Hattrick Brno 1 : 1 na zápasy – Zpráva
- 7. 3. 2020 19:00, Česká Lípa – Hattrick 8 : 9 (0:5, 2:2, 6:2)
- 8. 3. 2020 18:00, Česká Lípa – Hattrick 6 : 5 (3:2, 2:1, 1:2)

## Ukončení soutěže
Po odehrání dvou kol čtvrtfinále a prvního kola play-down byla soutěž 13. března 2020 výkonným výborem Českého florbalu ukončena v důsledku opatření vlády na omezení šíření pandemie covidu-19 v Česku.
Konečné pořadí týmů bylo určeno pouze jejich pořadím v základní části, protože se žádné kolo play-off ani play-down nedohrálo. Protože v soutěži nemohlo být rozhodnuto o vítězi, ani o sestupujících a postupujících, nebyl udělen mistrovský titul a žádný tým ze Superligy v této sezóně nesestoupil.
Vzhledem k předčasnému ukončení play-off, získal právo k účasti na Poháru mistrů vítěz základní části, tým Technology Florbal MB. Pohár mistrů byl ale kvůli pokračující pandemii ve světě v listopadu zrušen.
Přes 30 florbalových oddílů podalo alternativní návrh na řešení ukončení sezóny. Mezi navrhovatele patřily i tři týmy 1. ligy, které v této sezóně usilovaly o postup do Superligy: Bulldogs Brno, Florbal Ústí a Kanonýři Kladno. Návrh spočíval mimo jiné v dočasném rozšíření Superligy a 1. ligy pro příští ročník o jeden tým. To by umožnilo některým týmům postoupit do vyšší soutěže. Návrh byl výkonným výborem Českého florbalu zamítnut.

## Konečné pořadí
| Pořadí           | Tým                          |
| ---------------- | ---------------------------- |
| Zlatá medaile    | Technology Florbal MB        |
| Stříbrná medaile | 1. SC TEMPISH Vítkovice      |
| Bronzová medaile | FAT PIPE Florbal Chodov      |
| 4.               | ACEMA Sparta Praha           |
| 5.               | FbŠ Bohemians                |
| 6.               | Tatran Teka Střešovice       |
| 7.               | Hu-Fa Panthers Otrokovice    |
| 8.               | TJ Sokol Královské Vinohrady |
| 9.               | FBC Liberec                  |
| 10.              | FBC ČPP Ostrava              |
| 11.              | Black Angels                 |
| 12.              | FBC 4CLEAN Česká Lípa        |
| 13.              | FBŠ Hummel Hattrick Brno     |
| 14.              | Sokoli Pardubice             |

## Nejužitečnější hráči
Nejužitečnějšími hráči Superligy byli zvoleni:
1. Jiří Curney (Technology Florbal MB)
2. Filip Forman (FbŠ Bohemians)
3. Jakub Boček (Black Angels)